# アベンジ (特設沿岸掃海艇)
アベンジ(英:USS Avenge, AMc-66)はアメリカ海軍によって掃海目的で運用されたアクセンター級掃海艇の一隻である。発注当初の名称はブルワークであった。
ブルワークは1941年5月8日にメイン州ブリストルにてブリストル造船によって進水し、17日にアベンジに改名された。1942年2月14日に竣工し、4月2日にマサチューセッツ州ボストンで就役した。

## 第二次世界大戦において
ボストンでの調整の後、アベンジはバージニア州ハンプトン・ローズに向かい、そして4月23日に同州ヨークタウンへ到着し、海軍機雷戦学校においての訓練を開始した。訓練後、アベンジは第六海軍方面軍に加入し任務のためサウスカロライナ州チャールストンへ向かった。
アベンジは当地においてその生涯を過ごした。

## 退役
1945年12月14日、アベンジは任務を終了しワンド川へ引き揚げられた。その後1946年1月8日に海軍の現役艦リストより除籍され、8月8日に武装解除のためMARCOMへ向かった。その後、アベンジはマサチューセッツ州グロスターで合衆国魚類野生生物局へ売却された。

## 参考資料
- この記事はアメリカ合衆国政府の著作物であるDictionary of American Naval Fighting Shipsに由来する文章を含んでいます。 記事はここで閲覧できます。